# Аль-Харболи, Петрос
Петрос Аль-Харболи или Петрос Ханна Исса Аль-Харболи (1.07.1946 г., Заху, Ирак — 3.11.2010 г., Газиантеп, Турция) — епископ Заху Халдейской католической церкви с 6 декабря 2001 года по 3 ноября 2010 год.

## Биография
Петрос Аль-Харболи родился в 1 июля 1946 года в городе Заху, Ирак. После обучения в семинарии святого Иоанна в Мосуле был рукоположён в 1970 году в священника.
6 декабря 2001 года Римский папа Иоанн Павел II назначил Петроса Аль-Харболи епископом Заху. 1 февраля 2002 года Петрос Аль-Харболи был рукоположён в епископа.
16 сентября 2010 года был помещён из-за сердечной болезни в госпиталь в турецком городе Газиантеп, где умер 3 ноября 2010 года.